# Греъм Дот
Греъм Дот (на английски: Graeme Dott) е шотландски професионален играч на снукър.
От началото си като професионален играч през 1994 г., Греъм Дот бавно и постепенно се изкачва в световната ранглиста като през 2001 г. влиза в топ 16.
Дълго след началото на своята кариера, до 2006 г. Греъм Дот няма победа на ранкинг турнир. Той има няколко втори места на турнири за ранглистата – Кралското шотландско открито първенство през 1999 г., Британското открито първенство през 2001 г. и Купата на Малта през 2005 г.
На Британското открито първенство през 1999 г. Греъм Дот прави максимален брейк от 147 точки.
Греъм Дот достига до финал на световното първенство през 2004 г., където играе срещу Рони О'Съливан. В този мач Дот повежда с 5 – 0, но след това е победен с резултат 18 на 8 като успява да спечели само още 3 фрейма. На световното първенство през 2006 г. Греъм Дот успява да победи Рони О'Съливан на полуфинала на състезанието със 17 на 11 фрейма. Финалният мач между Дот и Питър Ебдън се превръща в най-продължителния финал в историята на първенството в Театър Крусибъл. Преди това най-дългият финал е този между Стив Дейвис и Денис Тейлър на световнот първенство през 1985 г.
Световното първенство през 2006 г. е първото състезание, което Греъм Дот печели през своята професионална кариера. Той побеждава Питър Ебдън с 18 на 14 фрейма и печели награда от 200 паунда. По време на първенството той побеждава също Джон Парот в първи кръг, Найджъл Бонд във втори кръг, Нийл Робъртсън на четвъртфинал и Рони О'Съливан на полуфинал.

## Сезон 2009/10
| Турнир                    | Резутат | Спечелени пари | Ранкинг точки | Най-голям брейк | 100+ брейк | 50+ брейк | Брой спечелени срещи |
| ------------------------- | ------- | -------------- | ------------- | --------------- | ---------- | --------- | -------------------- |
| Шанхай мастърс 2009       |         | £              |               |                 |            |           |                      |
| Гран При 2009             |         | £              |               |                 |            |           |                      |
| Британско първенство 2009 |         | £              |               |                 |            |           |                      |
| Мастърс 2010              |         | £              |               |                 |            |           |                      |
| Първенство на Уелс 2010   |         | £              |               |                 |            |           |                      |
| Първенство на Китай 2010  |         | £              |               |                 |            |           |                      |
| Световно първенство 2010  |         | £              |               |                 |            |           |                      |
| Общо                      |         | £              |               |                 |            |           |                      |